# Alexa von Schwichow
Alexa von Schwichow (ur. 17 września 1975) – niemiecka judoczka. Olimpijka z Atlanty 1996, gdzie zajęła dziewiąte miejsce w półlekkiej.
Uczestniczka mistrzostw świata w 1995. Startowała w Pucharze Świata w latach 1993, 1995–2002. Zdobyła brązowy medal na mistrzostwach Europy w 1994 i akademickich MŚ w 1996 roku.

## Letnie Igrzyska Olimpijskie 1996
| Konkurencja | Rundy eliminacyjne     | Repasaże                | Klas. końcowa |
| Konkurencja | 1/16                   | Przeciwnik I            | Miejsce       |
| ----------- | ---------------------- | ----------------------- | ------------- |
| 52 kg       | Legna Verdecia (CUB) P | Noriko Narazaki (JPN) P | 9.            |